# Sardenya de Lacon
Sardenya de Lacon (segle xiii) fou una noble i abadessa sarda del Jutjat d'Arborea, administradora i responsable de l'aixecament de l'església de Sant Pere de Zuri, a Ilartzi, per compte del sobirà Marià II d'Arborea.
Tot i la manca de coneixements sobre la vida d'aquesta dona, pel seu cognom podem inferir que pertanyia a l'alta noblesa, probablement judical, ja que del llinatge dels Lacon procediren diversos sobirans del Jutjat d'Arborea. L'única informació clara que tenim sobre ella ve d'una inscripció del 1291 a la façana de l'església romànica de Sant Pere de Zuri, a Ilartzi, on s'indica que s'encarregà de la construcció.